# Монтек'яро-д'Асті
Монтек'яро-д'Асті (італ. Montechiaro d'Asti, п'єм. Monciàir) — муніципалітет в Італії, у регіоні П'ємонт,  провінція Асті.
Монтек'яро-д'Асті розташований на відстані близько 500 км на північний захід від Рима, 33 км на схід від Турина, 15 км на північний захід від Асті.
Населення — 1300 осіб (2014).
Щорічний фестиваль відбувається 20 серпня. Покровитель — San Bernardo di Chiaravalle.

## Демографія
Населення за роками:

Станом на 1 січня 2023 року в муніципалітеті офіційно проживало 146 іноземців з 20 країн, серед них 67 громадян країн Євросоюзу та 6 громадян України.

## Сусідні муніципалітети
- Камерано-Казаско
- Кьюзано-д'Асті
- Кортанце
- Коссомбрато
- Куніко
- Монтільйо-Монферрато
- Сольйо
- Вілла-Сан-Секондо